# Siegfried Tröger
Siegfried Tröger (* 8. Mai 1929) ist ein ehemaliger deutscher Fußballspieler. Von 1954 bis 1959 spielte er für den SC Lokomotive Leipzig und die BSG Lokomotive Stendal in der DDR-Oberliga, der höchsten Spielklasse im DDR-Fußball.

## Sportliche Laufbahn
Bis 1953 spielte Siegfried Tröger bei der Betriebssportgemeinschaft (BSG) Lokomotive Zwickau, zuletzt in der fünftklassigen Kreisklasse. Zur Saison 1953/54 wechselte er zum Oberligisten BSG Lok Stendal, wurde aber zunächst nur in der Reservemannschaft eingesetzt. Als die Oberligamannschaft der Stendaler am Saisonende abgestiegen waren, veranlasste die DDR-Sportvereinigung Lokomotive den Wechsel von mehreren Stendaler Spielern zum Zentralclub der Sportvereinigung SC Lokomotive Leipzig. Unter ihnen befand sich auch der 25-jährige Stürmer Siegfried Tröger. Die Aktion wurde jedoch nach dem 3. Oberligaspieltag der Saison 1954/55 rückgängig gemacht, und die zuvor transferierten Spieler kehrten wieder zur BSG Lok Stendal zurück, die nach ihrem Abstieg in der zweitklassigen DDR-Liga spielte. Tröger, der zuvor schon in Leipzig in zwei Oberligaspielen als Stürmer eingesetzt worden war, spielte auch für Stendal im Angriff und bestritt alle restlichen 21 Punktspiele. Dabei  erzielte er 20 Treffer und wurde damit hinter Kurt Weißenfels (34) zweitbester Torschütze der Stendaler. Während Lok Stendal die Saison 1954/55 als Aufsteiger beendete, gelang es Tröger in den folgenden Spielzeiten nicht, sich wieder als Stammspieler zu behaupten. 1956 (Wechsel zum Kalenderjahr-Spielrhythmus) wurde er nur in fünf Oberligaspielen und in der Hinrunde 1957 nur in den elf letzten Spielen der Oberligasaison eingesetzt, kam aber 1957 zu fünf Toren. Danach stieg Stendal erneut ab, doch auch in der DDR-Liga-Saison 1958 bestritt Tröger nur acht Spiele in der Hinrunde, erzielte allerdings sechs Tore. Stendal schaffte erneut die sofortige Rückkehr in die Oberliga, Tröger kam in der Spielzeit 1959 aber nur noch in zwei Oberligaspielen zum Einsatz und beendete danach als 30-Jähriger seine Laufbahn im höherklassigen Fußball.